# Тхоржевский, Сергей Иванович
Серге́й Ива́нович Тхоржевский (18 [30] июня 1893, Тифлис — 1942, Ленинград) — российский, советский историк, специалист по истории крестьянских и казачьих восстаний в России. Участник и руководитель «Кружка молодых историков», по делу которого был арестован в 1930 году и приговорён к 10 годам исправительно-трудовых лагерей. После освобождения остался работать в структурах БАМЛага. Вернулся в Ленинград в 1940 году, умер от голода во время блокады.

## Биография
Родился в Тифлисе 18 июня 1893 года в семье поэта и переводчика Ивана Феликсовича Тхоржевского и Александры Александровны, урождённой Пальм, дочери петрашевца Александра Пальма. Среди многочисленных родных братьев и сестёр Сергея выделялся Иван Иванович Тхоржевский — видный сановник, камергер, после революции — эмигрант, поэт и переводчик. 
Сергей Иванович, после выпуска из гимназии в Тифлисе, поступил на юридический факультет Петроградского университета. По окончании курса в 1915 году был принят на работу в альма-матер преподавателем кафедры истории русского права. 
В 1921 году стал одним из организаторов и руководителем Кружка молодых историков, объединившего выпускников и преподавателей петроградских ВУЗов, учеников виднейших российских историков — Платонова, Тарле, Рождественского, Заозерского и других. В 1922 году был лишён права преподавать в высших учебных заведениях, после чего преподавал историю в ряде средних школ Петрограда. В 1930 году Тхоржевский был арестован в качестве руководителя кружка, в 1931 году — приговорён к 10 годам исправительно-трудовых лагерей. Отбывал наказание в Белбалтлаге. 
В сентябре 1933 года, в связи с окончанием строительства канала, был освобождён досрочно, но не смог вернуться в Ленинград и работал экономистом в управлении лагерей на строительстве БАМа. Вернулся в Ленинград в 1940 году, готовил диссертацию к защите степени кандидата исторических наук на тему — «Башкиры и восстание Пугачёва». Умер от голода в блокадном Ленинграде в 1942 году.

## Семья
- Супруга — Тхоржевская (Шумкова) Нина Сергеевна, врач.
- Сын — Тхоржевский Сергей Сергеевич, писатель.

## Публикации
- Всеобщее, равное, прямое и тайное избирательное право. Петроград, 1917.
- Государственный строй Англии. Петроград, 1917.
- Стенька Разин. Исторический очерк. Петроград, 1923.
- Народные волнения при первых Романовых. Петроград, 1924.
- Пугачёвщина в помещичьей России. Восстание на правой стороне Волги в июне-октябре 1774 года. Москва, 1930.